# アンジー・ゴールド
アンジー・ゴールド（Angie Gold）は、イギリス・マンチェスター出身の女性歌手、シンガーソングライター。
日本では荻野目洋子がカバーした「ダンシング・ヒーロー (Eat You Up)」の原曲「Eat You Up」（邦題：素敵なハイエナジー・ボーイ）のヒットで知られる。
作詞作曲者名には出生名のAngelina Fiorina Kyteを用いる。芸名の由来は、ストリッパーのようなイタリア名からヒントを得たエージェントのアイデアによる金色主体の派手な衣装から。

## 経歴
幼少の頃から17歳までクラブのステージを中心に歌手活動をし、70年代後半にドイツでシングル発売。帰国後、22歳でオーディション番組「Search for a Star」に出演し、エピック・レコードにスカウトされる。
1981年2月27日、ガス・ダッジョンプロデュースの「Every Home Should Have One」で英国デビュー。※パティ・オースティンバージョン（邦題:ラヴリー・ウーマン）やノーランズバージョン（邦題:あこがれアイ・アイ・アイ）が有名。
1982年、第11回東京音楽祭に出場し、ベン・フィンドンプロデュース「Get It Over With（ゲット･イット･オーバー）」の歌唱で銀賞を受賞。
1985年、Hi-NRG（ハイエナジー）ムーブメントに乗り、英パッション・レコードから発売した自作曲「Eat You Up」が各国で大ヒットを記録する。日本版はアルファレコードから発売。日本ではオリコン洋楽シングルチャートで1986年2月24日付から4週連続1位を獲得した。
婚姻後にスペインマルベーリャに移住した。